# Вишина (Тулћа)
Вишина (рум. Vișina) насеље је у Румунији у округу Тулћа у општини Журиловка. Oпштина се налази на надморској висини од 12 m.

## Становништво
Према подацима из 2002. године у насељу је живело 879 становника, од којих су сви румунске националности.